# Dry Falls
Les Dry Falls, toponyme anglais signifiant littéralement en français « chutes sèches », sont des chutes d'eau asséchées formant un gouffre situé dans le centre de l'État de Washington, dans le Nord-Ouest des États-Unis, de l'autre côté de la Grand Coulee par rapport au Columbia. Lorsqu'elles étaient actives au cours des inondations de Missoula, elles pouvaient faire jusqu'à une dizaine de fois la taille des chutes du Niagara.

## Description

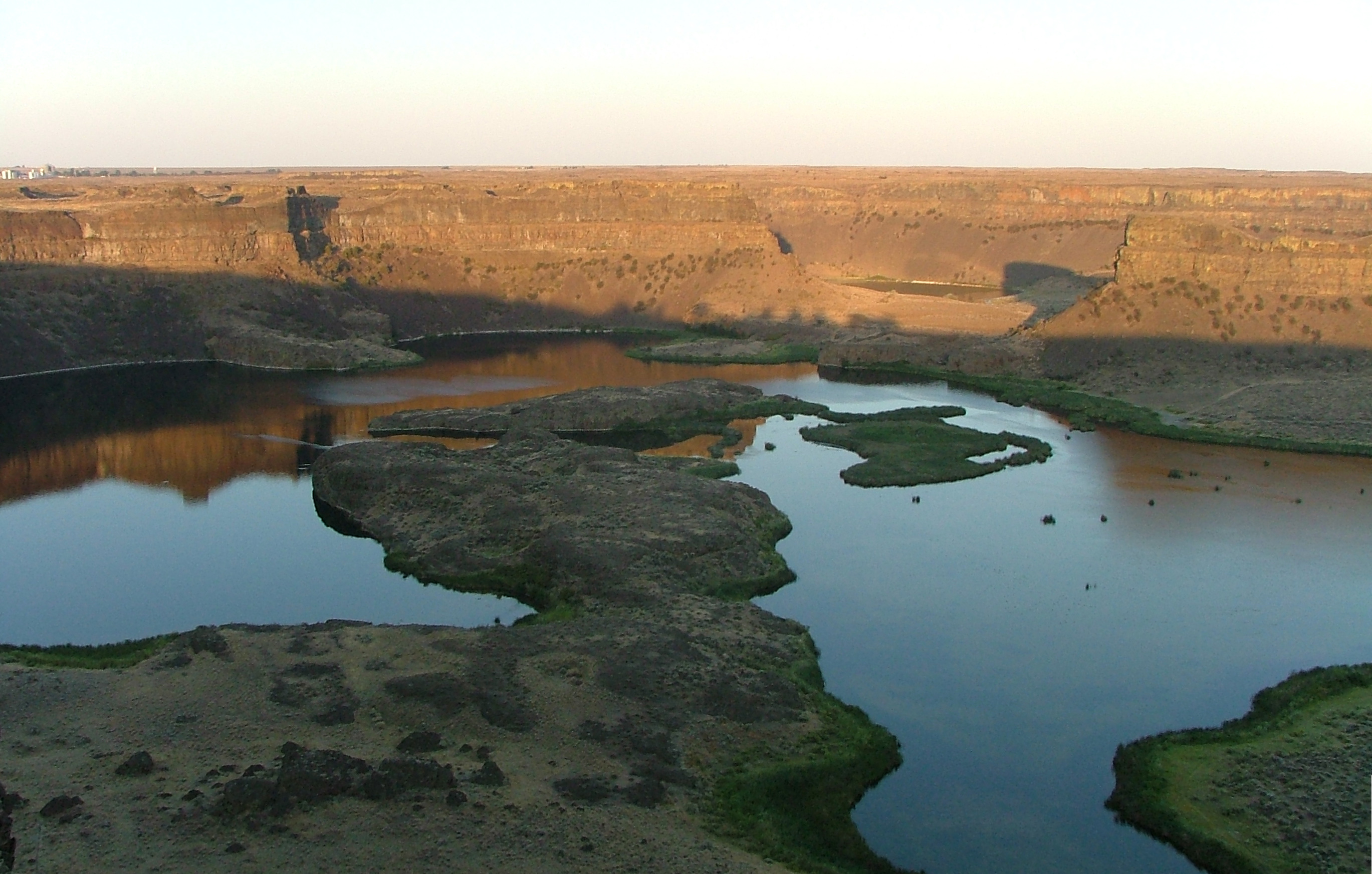
Vue du lac Dry Falls au pied des chutes.

Les Dry Falls mesurent 121 mètres de hauteur et 5,6 kilomètres de longueur. À leurs pieds se trouve le lac Dry Falls.

## Histoire
Il y a près de vingt mille ans, à la fin de la dernière période glaciaire, de nombreux glaciers couvraient cette région. Une langue glaciaire a entravé le cours de la Clark Fork, un affluent du Columbia. En amont de ce barrage glaciaire un gigantesque lac glaciaire, le lac glaciaire Missoula, s'est formé inondant ainsi une grande partie de l'ouest de l'actuel Montana. L'eau s'accumulant derrière le barrage, la pression est devenue de plus en plus importante jusqu'à la rupture de celui-ci. Les quantités d'eau considérables retenues derrière le barrage se déversent rapidement en aval. Il est généralement admis que ce processus (descente de glacier, barrage, lac, rupture) s'est produit des dizaines de fois au cours de la dernière période glaciaire. Les quantités d'eau déversées ainsi que la vitesse d'écoulement ont généré une forte érosion et créé le Grand Coulee et les Dry Falls. Une fois les glaces parties la Columbia a repris son cours normal, rendant ces chutes d'eau sèches. 

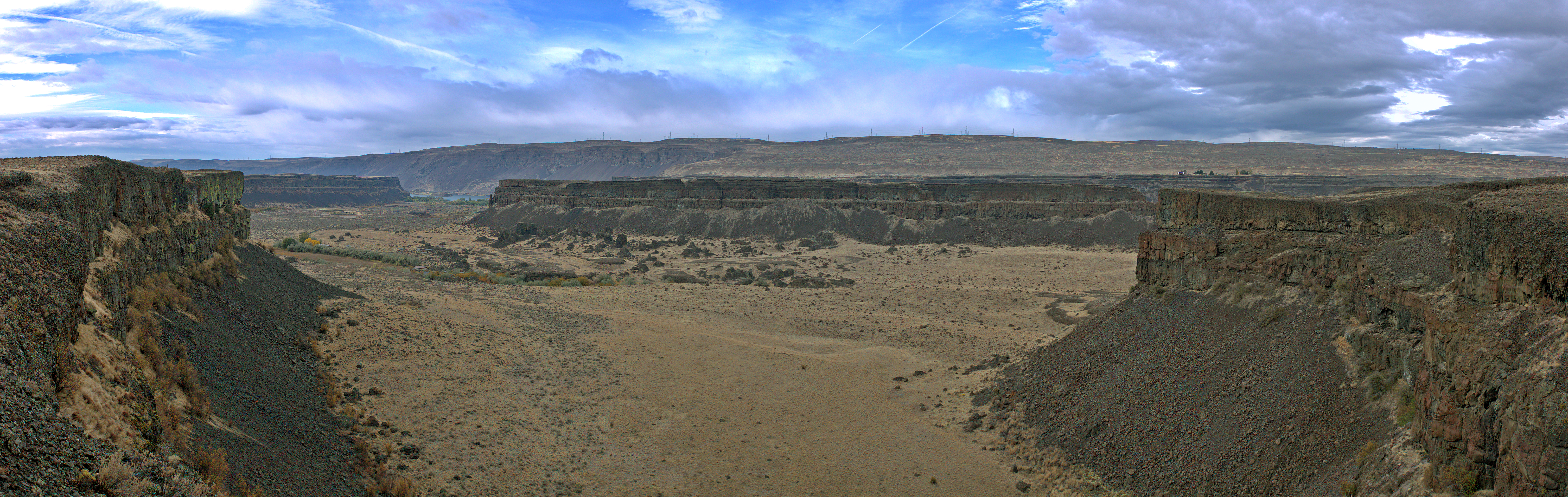
Vue panoramique des Dry Falls.

## Référence
- (en) Cet article est partiellement ou en totalité issu de l’article de Wikipédia en anglais intitulé « Dry Falls » (voir la liste des auteurs).